# Empoasca veta
Empoasca veta är en insektsart som beskrevs av Rowland Southern 1982. Empoasca veta ingår i släktet Empoasca och familjen dvärgstritar. Inga underarter finns listade i Catalogue of Life.